# صوفي كالدويل
صوفي كالدويل (بالإنجليزية: Sophie Caldwell)‏ هي متزحلقة أمريكية، ولدت في 22 مارس 1990 في روتلاند في الولايات المتحدة.

## وصلات خارجية
- صوفي كالدويل على موقع الاتحاد الدولي للتزلج (التزلج الريفي) (الإنجليزية)
- صوفي كالدويل على موقع اللجنة الأولمبية الدولية (الإنجليزية)
- صوفي كالدويل على موقع أوليمبيديا (الإنجليزية)
- صوفي كالدويل على موقع اللجنة الأولمبية والبارالمبية الأمريكية (الإنجليزية)